# كورتيس (لا كرونيا)
بلدية كورتيس (بالإسبانية: Curtis)‏، هي إحدى بلديات مقاطعة لا كرونيا إحدى مقاطعات إسبانيا، و التي تقع في منطقة جليقية شمال غرب إسبانيا.
يبلغ عدد سكانها 4.451 نسمة وفقاً لإحصائية سنة (2002).

## أعلام
- لوكاس فاسكيز